# Train de la reconnaissance française

L’emblème du Train de la reconnaissance française

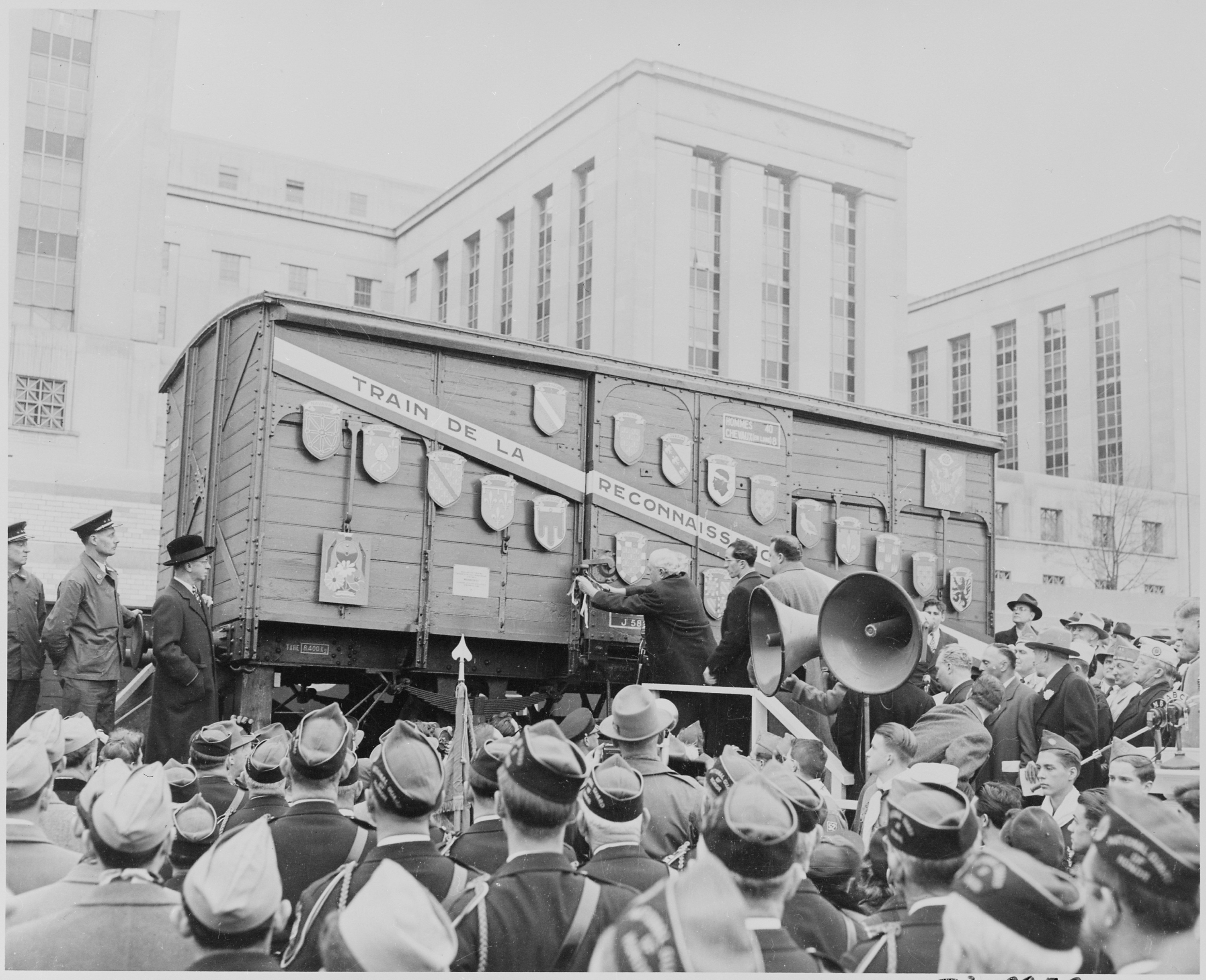
L’arrivée du « Merci Train » aux USA.

Le Train de la reconnaissance française (en anglais Gratitude Train ou communément Merci Train) est un convoi de wagons de chemin de fer parti de France vers les États-Unis en 1949. C'est une réponse au train de l'Amitié (Friendship Train) envoyé en 1947 par les États-Unis à l'Europe.

## Éléments historiques
En 1948, sur l’idée d’un vétéran et employé de la SNCF, André Picard, la Fédération Nationale des Anciens Combattants des Chemins de Fer de France et de l’Union française décide d’affréter le Train de la Reconnaissance française, appelé aussi Gratitude Train ou Merci Train, en souvenir des quarante millions de dollars en nourriture et autres fournitures envoyés en France et en Italie en 1947 à l’aide de sept cents wagons de chemin de fer américains du Friendship Train et en remerciement au peuple américain pour son aide alors que tout manquait en France à la fin de la Seconde Guerre mondiale.
Ce train, composé de quarante-neuf wagons de transport de marchandises de type Hommes 40 - Chevaux 8, est rempli de milliers de dons de gratitude de la part de nombreux citoyens de toutes les provinces de France au peuple américain.
Le Train de la reconnaissance française est embarqué à bord du bateau Le Magellan, qui lève l’ancre le 14 janvier 1949 du Havre, avec écrit en caractères blancs hauts de trois mètres sur la coque noire « MERCI AMERICA ». Il est accueilli à New York par plus de 200 000 personnes le 2 février.
Le symbole du Train de la reconnaissance française, placé à côté du drapeau français, représente l’avant d’une locomotive à vapeur de type 141 R, orné des trois fleurs symbolisant les champs des Flandres où reposent de nombreux soldats morts pendant la Première Guerre mondiale : le bleuet, la marguerite et le coquelicot.
Peu de temps après leur arrivée, les wagons sont répartis dans les quarante-neuf États du pays. Plusieurs de ces wagons sont toujours préservés dans divers musées, parcs, et postes des anciens combattants aux États-Unis.

Images des wagons conservés
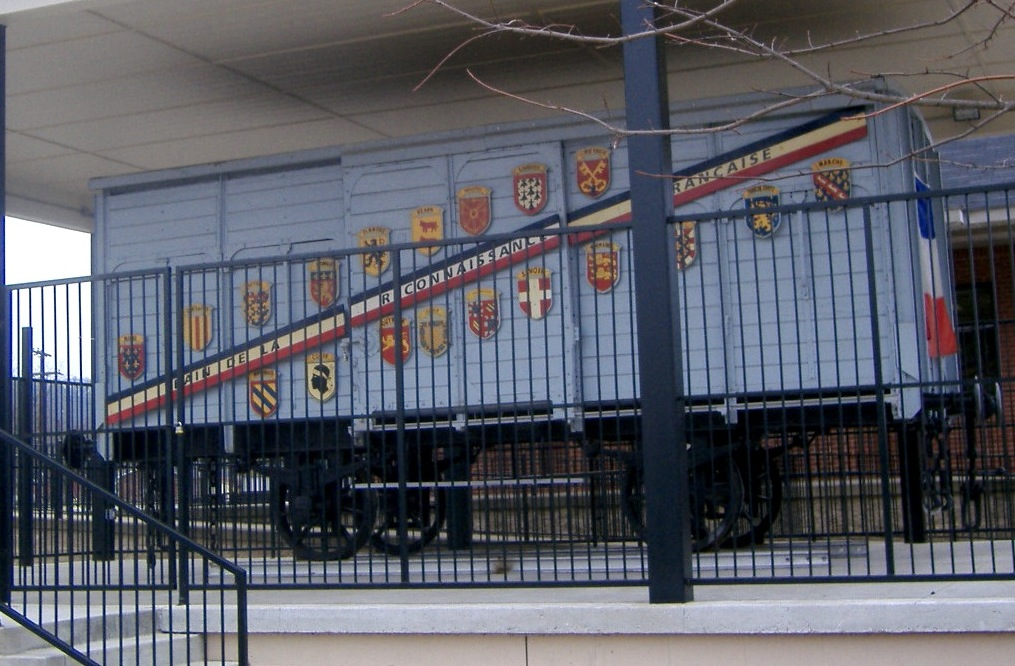
Wagon de type 40&8 au Kentucky Railway Museum.
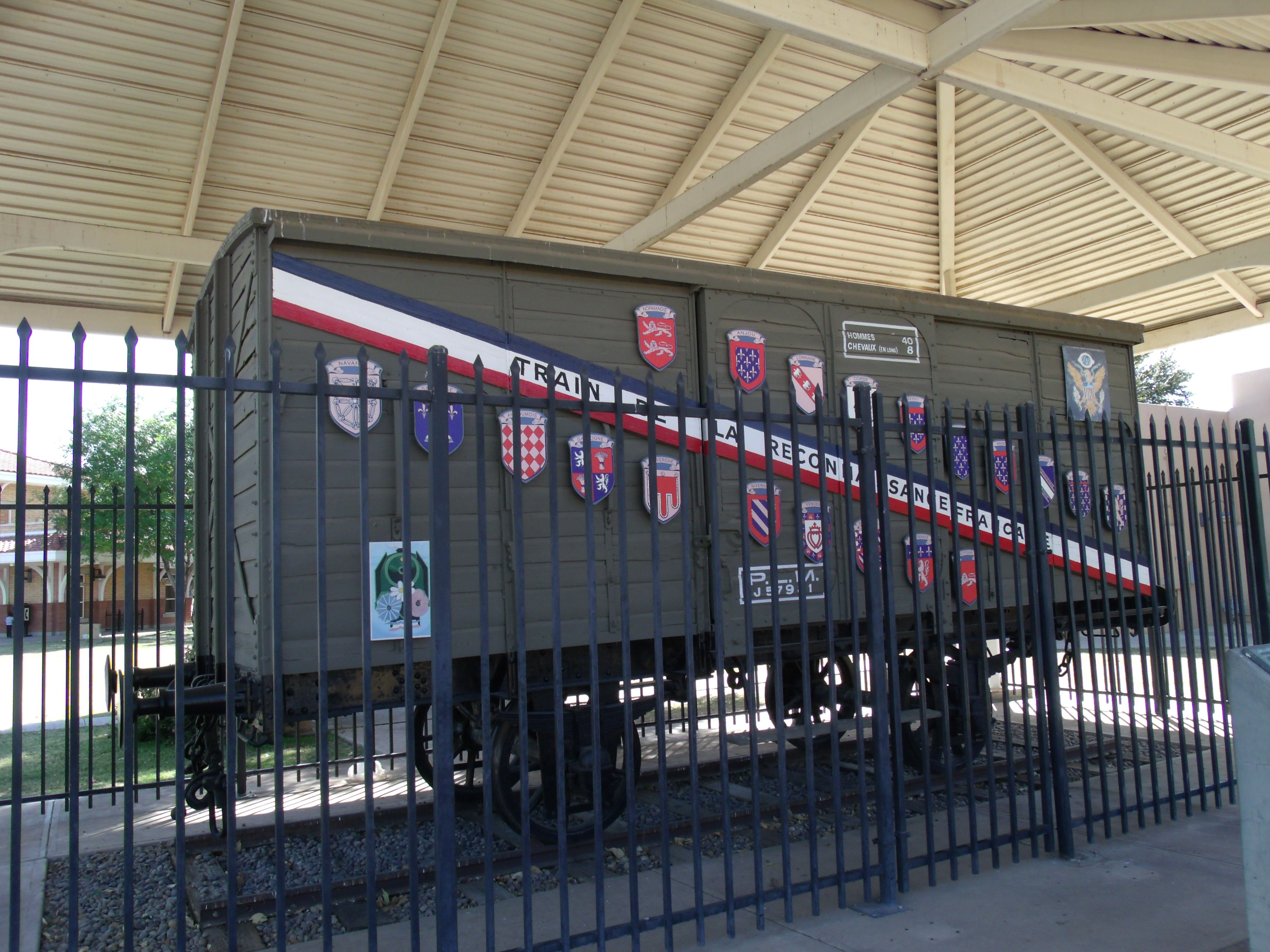
Wagon de type 40&8 au McCormick-Stillman Railroad Park à Scottsdale, Arizona.
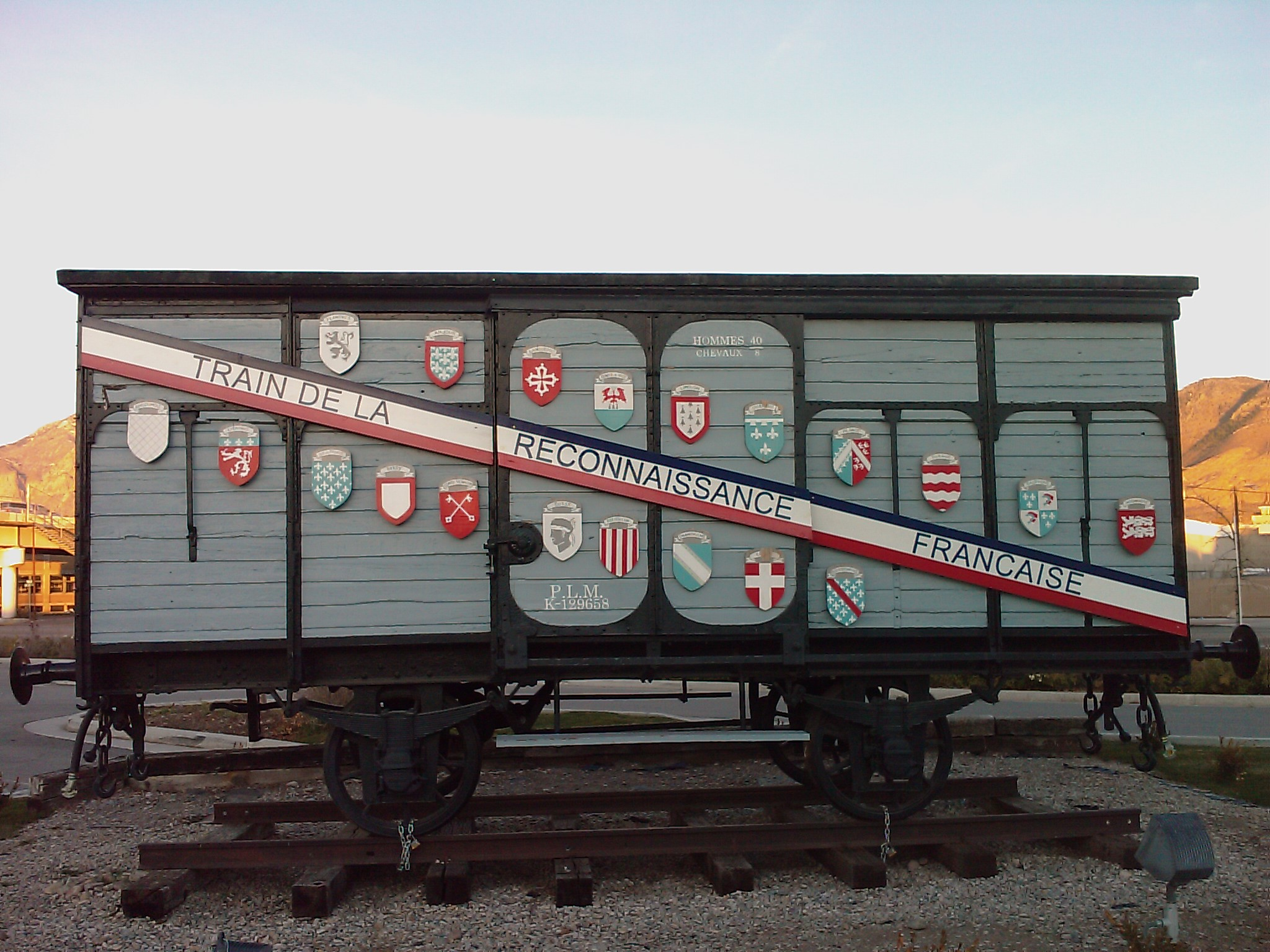
Wagon de type 40&8 au Utah State Railroad Museum, à Ogden, Utah
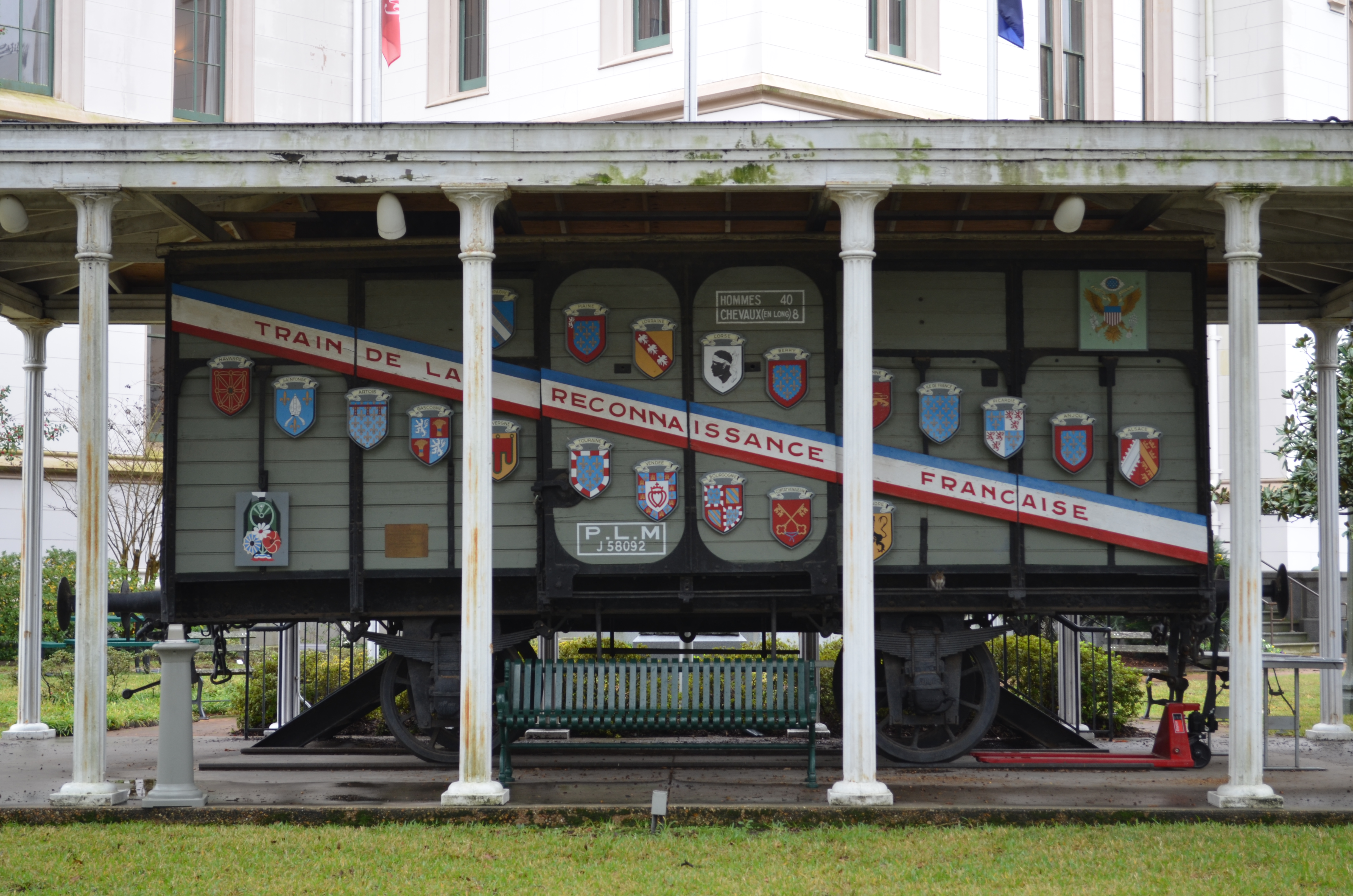
Wagon en Louisiane.
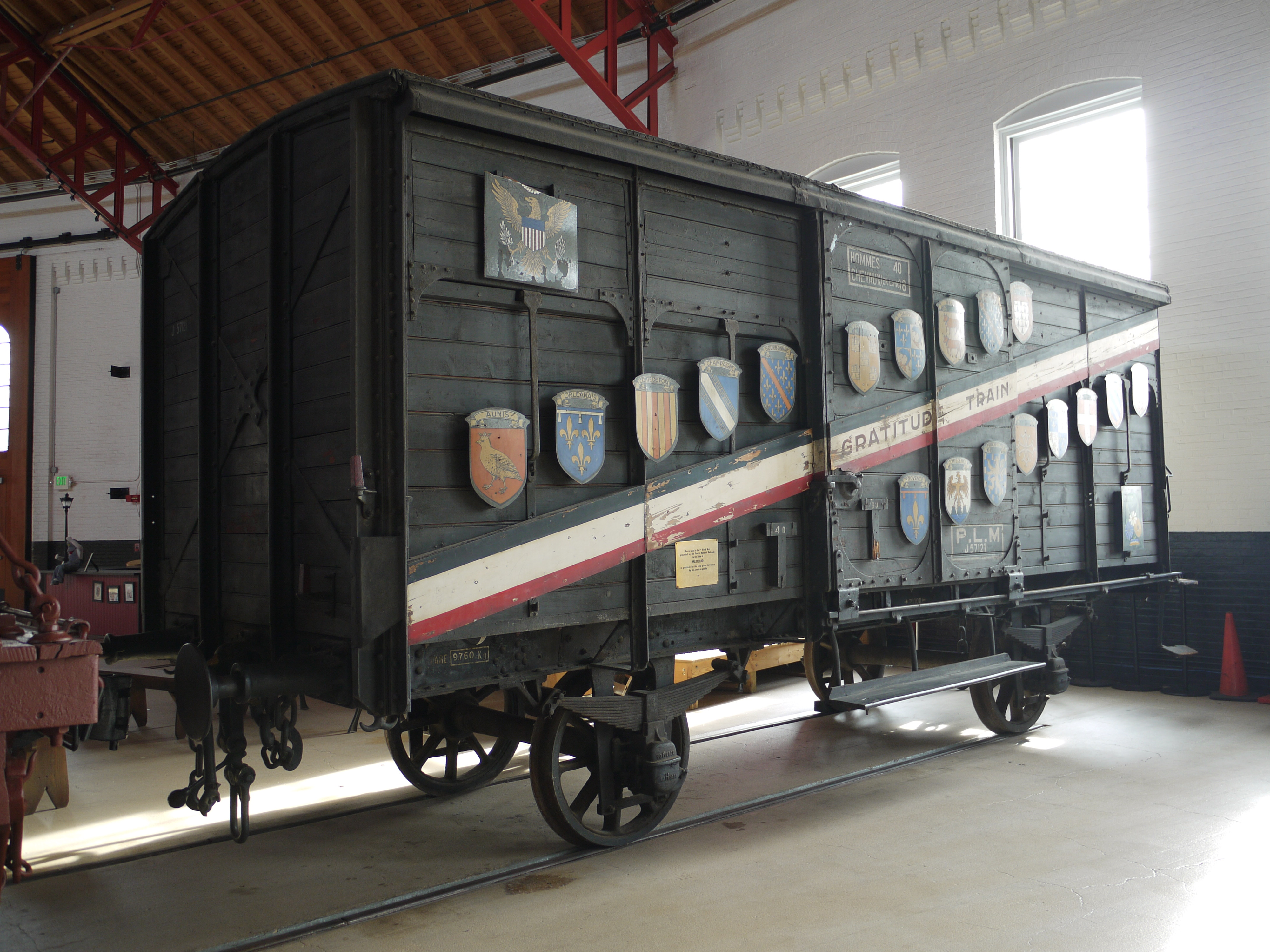
Wagon au Maryland.